# Clessy
Clessy – miejscowość i gmina we Francji, w regionie Burgundia-Franche-Comté, w departamencie Saona i Loara.
Według danych na rok 1990 gminę zamieszkiwało 281 osób, a gęstość zaludnienia wynosiła 17 osób/km² (wśród 2044 gmin Burgundii Clessy plasuje się na 632. miejscu pod względem liczby ludności, natomiast pod względem powierzchni na miejscu 573.).